# 程毅中
程毅中（1930年3月—2024年3月22日），笔名程弘，男，江苏苏州人，中国古代文学学者，中央文史研究馆馆员，全国古籍保护专家委员会成员。

## 生平
來自蘇州篁墩遷蘇程氏家族,為程增瑞（號覲岳，1858 - 1923年）後裔。1950年考入燕京大学国文系，1955年毕业于北京大学中文系，1956年考入北京大学中文系为副博士研究生。
1958年12月分配到中华书局文学组，1981年被任命为中华书局副总编辑，1983年评定编审职称，1993年获政府特殊津贴。
1995年12月被聘任为中央文史研究馆馆员。
2007年受聘为全国古籍保护专家委员会成员。

## 主要著作
- 《古小说简目》
- 《唐代小说史话》
- 《宋元小说研究》
- 《古代小说史料漫话》
- 《古体小说论要》
- 《近体小说论要》
- 《中国诗体流变》
- 《古籍整理浅谈》
- 《月无忘斋文选》
- 《王船山诗文集》（点校）
- 《海瑞集》（点校）
- 《徐渭集》（点校）
- 《隋唐嘉话》（点校）
- 《玄怪录·续玄怪录》（点校）
- 《燕丹子》（点校）
- 《花影集 》（点校）
- 《云斋广录》（点校）
- 《轮回醒世》（点校）
- 《古体小说钞》（编纂）
- 逯钦立《先秦汉魏晋南北朝诗》（编审）
- 高亨《文史述林》（编审）
- 叶德均《戏曲小说论丛》（编审）
- 孙楷第《沧州集》（编审）
- 夏承焘《月轮山词论集》（编审）